# Bigger Than the Whole Sky
«Bigger Than the Whole Sky» (с англ. — «Больше, чем всё небо») — песня американской певицы и автора-исполнителя Тейлор Свифт, вышедшая 21 октября 2022 года в качестве пятнадцатого трека на её десятом студийном альбоме Midnights в расширенной версии издания 3am Edition. Она была написана Свифт и спродюсирована совместно с Джеком Антоноффом.
Песня посвящена большой человеческой потери или событию, которое не произошло, о чём говорят такие строки: «Соленые слезы текут из моих глаз и попадают в уши, всё, к чему я прикасаюсь, разрушается от тоски, потому что теперь всё кончено» и «Неужели тебя забрала какая‑то сила, потому что я не молилась? Всё грядущее превратилось в пепел». Многие слушатели, фанаты, акушеры и психотерапевты, предположили, что песня посвящена выкидышу и она буквально со слезами «разрывает их на части».
19 ноября 2023 года Свифт впервые исполнила песню вживую на концерте The Eras Tour в Рио-де-Жанейро, после смерти Аны Клары Беневидес

## История
28 августа 2022 года Тейлор Свифт анонсировала свой десятый студийный альбом Midnights, релиз которого намечен на 21 октября 2022 года. Трек-лист не был сразу раскрыт. Джек Антонофф, давний соавтор Свифт, работавший с ней с её пятого студийного альбома 1989 (2014), был подтвержден в качестве продюсера Midnights в видео, опубликованном на аккаунте Свифт в Instagram 16 сентября 2022 года под названием «The making of Midnights».
21 октября 2022 года альбом Midnights был выпущен в 12:00 EDT. Три часа спустя, в 3:00 AM EST, был выпущен Midnights (3am Edition), содержащий песню «Bigger Than The Whole Sky».

## Композиция
«Прощай, прощай, прощай / Ты был больше, чем всё небо /
 Ты был больше, чем просто короткое время /
 И мне есть о чем тосковать / Мне есть без чего жить /
 Я никогда не встречу / То, что могло бы быть, было бы / 
То, что должно было быть тобой /
 То, что могло бы быть, было бы тобой».
Песня рассказывает о душевной боли после значимого события, что некоторые слушатели почувствовали связь с пережитыми выкидышами. Песня используется на TikTok и других платформах социальных сетей, где люди делятся историями о своих выкидышах. Смысл песни неоднозначен. Некоторые слушатели сравнили песню с синглом Свифт «Ronan».
Первый куплет включает слова о том, что она «больна печалью». Припев намекает на скорбь по человеку, которого Свифт никогда не встречала. Второй куплет посвящен чувству вины. Во втором куплете также упоминается религия, которая, возможно, играет роль в потере.
В песне Свифт использует «дыхание в верхнем регистре», чтобы спеть слово «прощай». Ширли Ли из The Atlantic описала песню как элегическую [выражающую скорбь или печаль].
Британская актриса Ребекка Рид назвала песню гимном сообщества женщин, потерявших своего ребёнка в результате выкидыша: «Когда я впервые услышала эту песню, я расплакалась. Она напомнила мне о боли, о которой я забыла, но всё ещё носила с собой. В ней поётся о том, что ты никогда не узнаешь кого-то, о краткости времени и о том, что ты всегда будешь задаваться вопросом, что могло бы быть. Потеря беременности — это так одиноко…. И теперь у [таких женщин] есть гимн».
Американский врач Джессика Голд (доцент кафедры психиатрии Медицинской школы Университет Вашингтона в Сент-Луисе) считает, что «Наличие песни, которая находит отклик у большого количества женщин, переживших выкидыш, помогает им чувствовать себя менее одинокими».

## Коммерческий успех
После выхода 3am Edition все 20 треков альбома дебютировали в топ-45 американского хит-парада Billboard Hot 100; песня «Bigger Than The Whole Sky» заняла 21 место. В глобальном чарте Global 200 трек достиг 22-го места. В на циональных хит-парадах он поднялся до 13-го места в Heatseeker в Швеции, 10-го места в Philippines Songs, 20-го места в Canadian Hot 100, 31-го места в Single Top 40 в Венгрии, 60-го места в Billboard Vietnam Hot 100 и 68-го места в Top 100 Singles в Португалии.

## Чарты
| Чарт (2022)                                  | Высшая позиция |
| -------------------------------------------- | -------------- |
| Канада (Billboard Canadian Hot 100)          | 20             |
| США (Canadian Digital Song Sales, Billboard) | 2              |
| Мир (Billboard Global 200)                   | 22             |
| Греция (IFPI)                                | 65             |
| Венгрия (Single Top 40)                      | 31             |
| Филиппины (Billboard)                        | 19             |
| Португалия (AFP)                             | 68             |
| Швеция (Heatseeker, Sverigetopplistan)       | 13             |
| Великобритания (OCC UK Audio Streaming)      | 35             |
| Великобритания (OCC UK Singles Downloads)    | 9              |
| Великобритания (UK Singles Sales, OCC)       | 12             |
| США (Billboard Hot 100)                      | 21             |
| США (Digital Songs, Billboard)               | 2              |
| Вьетнам (Vietnam Hot 100)                    | 60             |

## Сертификации
| Регион                                                                      | Сертификация | Продажи |
| --------------------------------------------------------------------------- | ------------ | ------- |
| Австралия (ARIA)                                                            | Золотой      | 35 000  |
| Данные о продажах + прослушиваниях приведены только на основе сертификации. |              |         |